# Érard de Valéry
Érard de Valéry, oder de Vallery geschrieben, (* um 1220; † nach November 1277) war ein französischer Ritter im 13. Jahrhundert. Er entstammte wohl der Burgherrenfamilie von Vallery (Dép. Yonne) im Herzogtum Burgund.
In der Königsvita des Jean de Joinville wird Érard de Valéry, wie auch sein Bruder Jean, als Teilnehmer des Kreuzzugs nach Ägypten unter König Ludwig IX. dem Heiligen genannt. Er kehrte offenbar schon nach dem Scheitern des Unternehmens im April 1250 nach Frankreich zurück und engagierte sich dort im flämischen Erbfolgekrieg auf der Seite der Dampierre. Dabei geriet er allerdings am 4. Juli 1253 im Verlauf der Schlacht bei Westkapelle in die Gefangenschaft der Avesnes. Aus seiner Haft wurde Érard einige Monate später durch den Königsbruder Karl von Anjou herausgelöst und unterstützte diesen bei der Belagerung von Valenciennes.
Érard stand danach offenbar dem königlichen Hof nahe. Als Geschenk für die Königin Isabella von Navarra, einer Tochter Ludwigs IX., gab er bei dem Dichter Rutebeuf die Verfassung einer Vita der heiligen Elisabeth von Thüringen in Auftrag. Im Gefolge des Grafen Odo von Nevers und 50 weitere Ritter mit sich führend erreichte er am 20. Oktober 1265 erneut als Kreuzfahrer das heilige Land in Akkon. Der Graf starb dort im August 1266, aber Érard blieb noch einige Zeit in der Stadt, die er zusammen mit dem Seneschall Geoffroy de Sergines 1267 gegen einen Angriff des Sultans Baibars I. verteidigte. Danach brach er mit seinen Rittern zur Heimreise auf.
Anfang August 1268 ging Èrard an der Küste Apuliens an Land, wo inzwischen Karl von Anjou als König von Sizilien herrschte. Er traf dort zu einem für Karl äußerst günstigen Zeitpunkt ein, denn Anjous Herrschaft wurde durch den jungen Staufer Konradin bedroht, der gerade mit einem Heer aus ghibellinisch gesinnten Rittern in Süditalien eingetroffen war, um sein Erbe zu erkämpfen. Érard und seine Ritter verbündeten sich kurz entschlossen mit ihren französischen Landsleuten, mit denen sie am 23. August 1268 in der Schlacht bei Tagliacozzo auf Konradin trafen. Érard übernahm zusammen mit Guy de Montfort das Kommando über die Reserve des Anjou-Heeres, das er hinter einem Hügel versteckte. Nachdem die Ghibellinen die ersten beiden Reihen der Franzosen vernichtet hatten und sich somit ihres Sieges sicher fühlten, griff Érard mit seiner Reserve überraschend in das Kampfgeschehen ein und trieb nun seinerseits die Ghibellinen zur Flucht. Mittels einer Scheinflucht lockte er die restlichen Gegner zusätzlich in eine Falle und besiegelte somit die Niederlage Konradins. Als Held von Tagliacozzo hatte Érard das Königtum Karls von Anjou verteidigt, eine Tat, die ihm nachhaltigen Ruhm einbrachte. Sogar Dante Alighieri erinnerte sich noch daran, dass bei Tagliacozzo der „alte Alardo ohne Rüstung siegte“, in Anspielung auf die scheinbare Einfachheit, mit der Érard den zahlenmäßig überlegenen Gegner in die Flucht schlug.
Érard blieb nicht in Süditalien, sondern schloss sich wieder dem Hof den französischen Königs an. Er begleitete ihn 1270 beim Kreuzzug gegen Tunis, wo König Ludwig IX. allerdings starb. Von dem neuen König, Philipp III., wurde Érard zum königlichen Kämmerer als Nachfolger des ebenfalls vor Tunis verstorbenen Alfons von Brienne ernannt. Dieses Amt hatte er bis zu seinem Tod unbekannten Datums inne. Sein auf den November 1277 datiertes Testament ist der letzte schriftliche Vermerk zu seiner Person.